# MILA

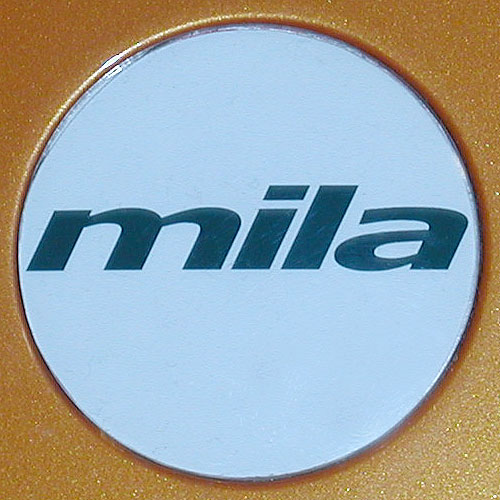
Magna Steyr Mila-Logo

MILA (Abkürzung für Magna Innovation Lightweight Auto; genauer: Concept MILA) ist die Bezeichnung eines einsitzigen Sportwagenkonzepts (Monoposto) mit Erdgasantrieb der österreichischen Firma Magna Steyr.
Der heckgetriebene, futuristisch anmutende Wagen ist dazu in der Lage, Spitzengeschwindigkeiten bis zu 220 km/h zu erreichen (von Null auf 100 in 6,5 Sekunden). Mit dem Tankvolumen von 76 l und einem Betriebsdruck von max. 200 bar erzielt man eine Reichweite von ca. 250 km.
Der kompressorgeladene 1600er Erdgas-Mittelmotor (aus dem Mini (BMW)) leistet 150 PS. Der Vierventiler liefert ein Drehmoment von 190 Nm.
Der Wagen wiegt 850 kg, die zwischen vorne und hinten im Verhältnis 37:63 Prozent verteilt sind. Der Spaceframe ist aus Aluminium, die Hülle aus GFK (Glasfaserverstärkter Kunststoff) mit sieben Lackschichten.
Der MILA hat inzwischen (Stand: Dezember 2006) rund um den Globus zirka 2500 Kilometer absolviert.
Concept MILA ist Teil der MILA-Family, zu der auch die Konzeptfahrzeuge MILA future, MILA Alpin, das Elektroauto MILA EV und MILA Aerolight gehören.